# Holzturm (Mainz)

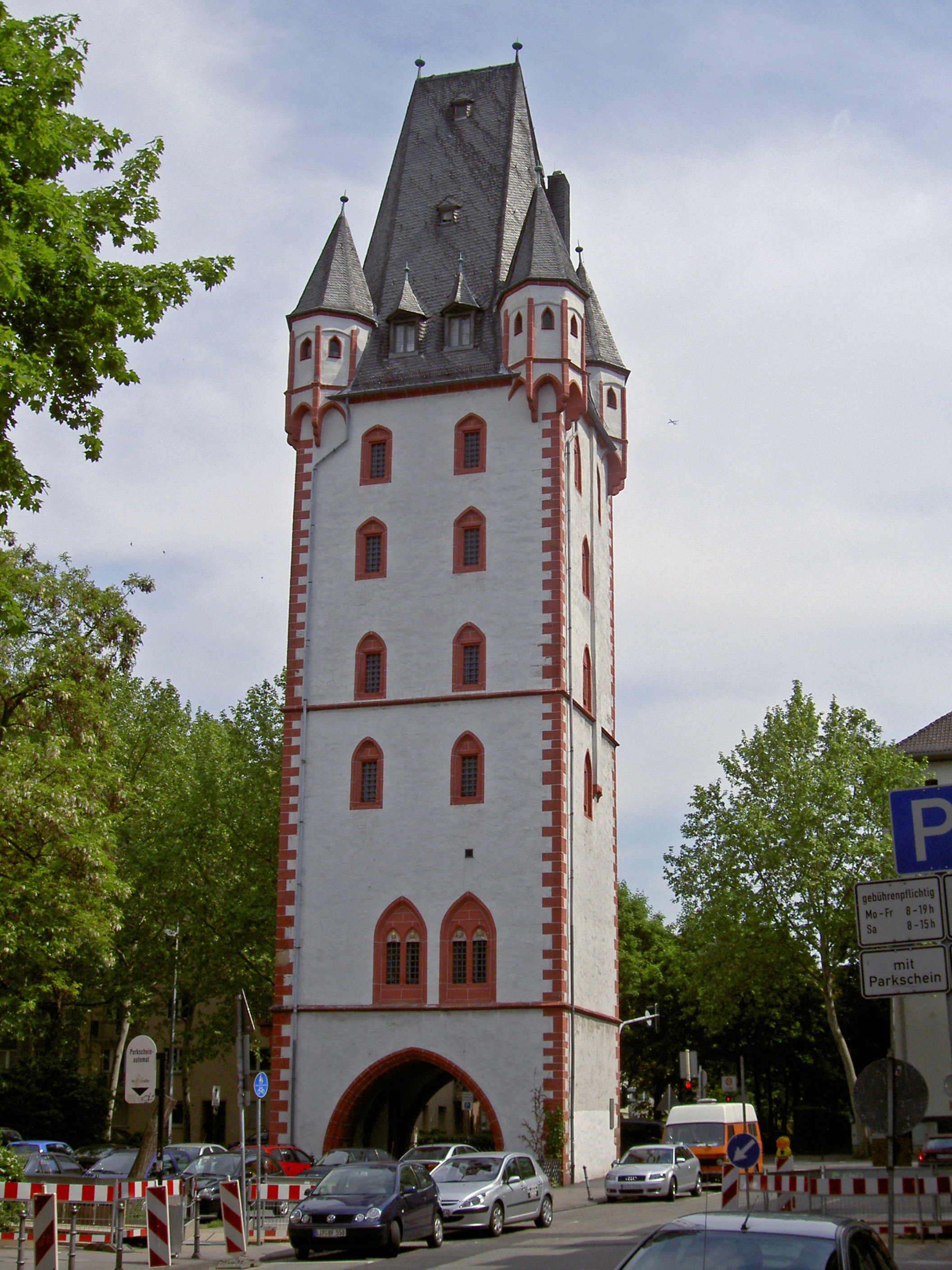
Holzturm

Der Holzturm in Mainz ist ein mittelalterlicher Stadtturm, dessen heutiges gotisches Erscheinungsbild aus dem beginnenden 15. Jahrhundert stammt. Namensgebend für das Gebäude war der im direkten Umfeld am Rhein liegende Holzstapelplatz der Stadt Mainz. Zusammen mit dem Eisenturm und dem Alexanderturm ist er einer der drei heute noch existierenden Stadttürme der Mainzer Stadtmauer.
Der Holzturm diente – ebenso wie der Eisenturm – im Rahmen der Stadtbefestigung als Wachturm und Stadttor und später als Gefängnis. Im Zweiten Weltkrieg wurde die Bedachung zerstört und 1961 zur 2000-Jahr-Feier der Stadt originalgetreu rekonstruiert. Heute beherbergt der Holzturm verschiedene Initiativen und Vereine.

## Vorgeschichte: Die Mainzer Stadtbefestigung

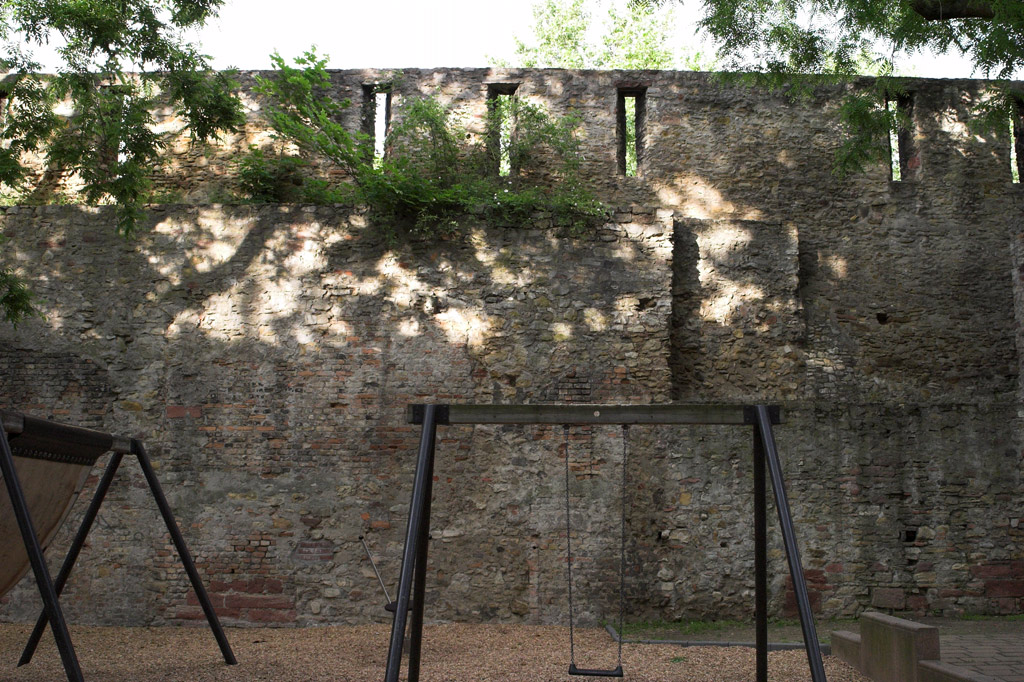
Überreste der mittelalterlichen Mainzer Stadtmauer zur Rheinseite (Schlossergasse).

Die Stadt Mainz hatte bereits seit spätrömischer Zeit eine eigene Stadtbefestigung mit Mauer, Türmen und Stadttoren. Kurz vor dem Fall des Limes 259/260 wurde der erste Mauerring um die Stadt Mogontiacum errichtet. Nicht lange nach 350 wurde die Stadtmauer des spätantiken Mogontiacum im Zuge der Aufgabe des Legionslagers deutlich verkürzt und unter Verwendung älteren Baumaterials (Spolien) ausgebaut und verstärkt. Nach dem Abzug der Römer kam es vor allem in merowingischer und karolingischer Zeit zu Ausbesserungsarbeiten an der römischen Stadtmauer. Es entstand die in der Mainzer Stadtarchäologie als „römisch-karolingisch“ bezeichnete Stadtmauer.
Die Kontinuität der frühmittelalterlichen Stadtbefestigung wurde aber 1160 drastisch unterbrochen. Nachdem Mainzer Bürger nach langanhaltendem Streit mit ihrem Erzbischof Arnold von Selenhofen (und dem staufischen Kaiser Friedrich I. Barbarossa) diesen erschlugen, verhängte Kaiser Friedrich I. 1163 zur Strafe die Reichsacht über die Stadt. Ihre Stadtmauer mitsamt den Stadttürmen wurde geschleift (nach einigen Historikern beschränkte man sich dabei allerdings auf die Zerstörung der Tortürme).
Da die Stadt Mainz ein wichtiger politischer und strategischer Verbündeter im Kampf der Staufer gegen die Welfen um die Vorherrschaft in Deutschland war, wurde bereits um 1190/1200 die Erlaubnis zum Neuaufbau einer Stadtbefestigung erteilt. Mit der Eingliederung des bis dahin selbstständigen Vorortes Selenhofen in der zweiten Hälfte des 13. Jahrhunderts in das befestigte Stadtgebiet wurde der Vorgängerbau des Holzturms, der so genannte Neuturm, errichtet. Er ersetzte als Befestigungs- und Torturm die bis dahin dort vorhandene romanische Wingertspforte und wird erstmals 1366 schriftlich erwähnt.

## Architekturstil
Der Holzturm in der heute noch erhaltenen Bauweise ist ein Bauwerk aus der Zeit der Gotik und datiert in die erste Hälfte des 15. Jahrhunderts. Wie auch der Eisenturm besitzt der sechsgeschossige Turm ein Bruchsteinmauerwerk, eine Gliederung durch Eckquader und zwei Kaffgesimse sowie ein abschließendes, hier allerdings sehr steiles Walmdach. Im Gegensatz zu dem Eisenturm weist der Holzturm allerdings in seiner gesamten Bauweise deutlich schlankere Proportionen auf, welche für den in der Gotik vorherrschenden „Vertikalismus“ typisch waren.

Der Torbogen des früheren Holztores ist spitzbogig und weist in der Durchfahrt ein Kreuzrippengewölbe auf. Durch die neuzeitliche Anhebung des Rheinufers liegt die Tordurchfahrt mittlerweile ca. drei Meter unter dem heutigen Straßenniveau. Die Basis des 12 m hohen Walmdachs wird an jeder Ecke von polygonalen, mit Spitzhelmen gekrönten, Ecktürmchen gesäumt. Diese sitzen auf gestuften, durch Spitzbögen miteinander verbundenen Kragsteinen. Die hochrechteckigen Fenster weisen die für die Gotik typischen spitzbogigen Blendrahmen auf. 

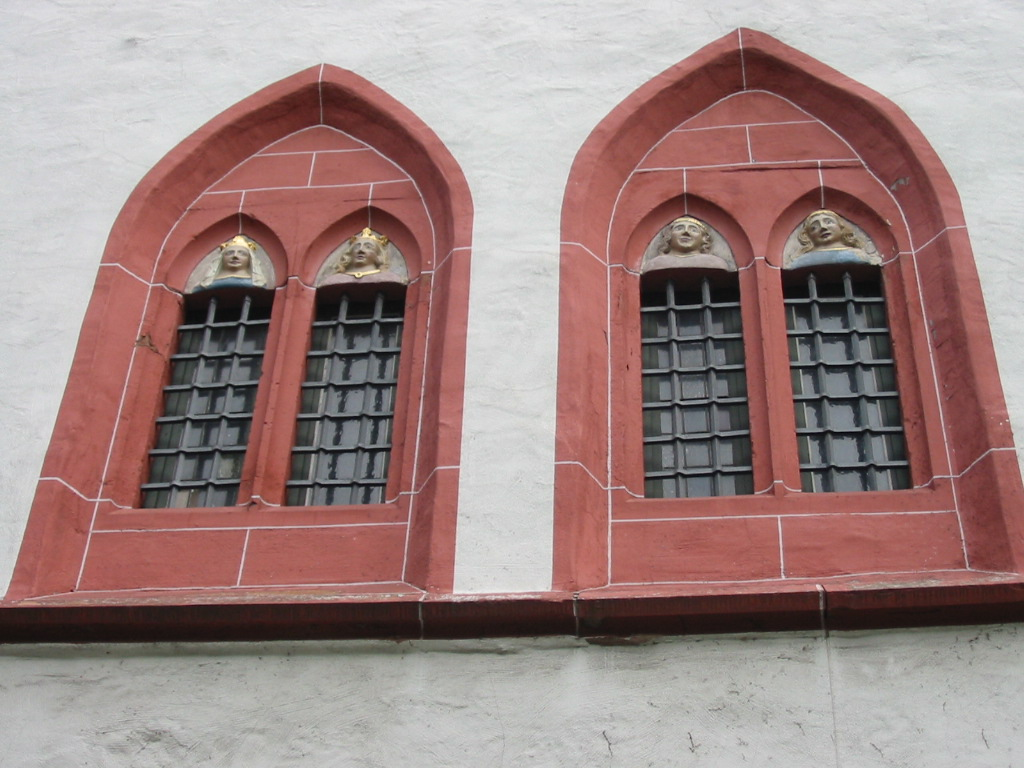
Büstenpaare in den Fenstern

 Zwei stadtseitige Fenster im ersten Stockwerk weisen in ihren Bogenfeldern Büstenpaare auf: Abgebildet wird ein Bürgerpaar und ein Königspaar.

## Nutzung im Mittelalter und in der Neuzeit

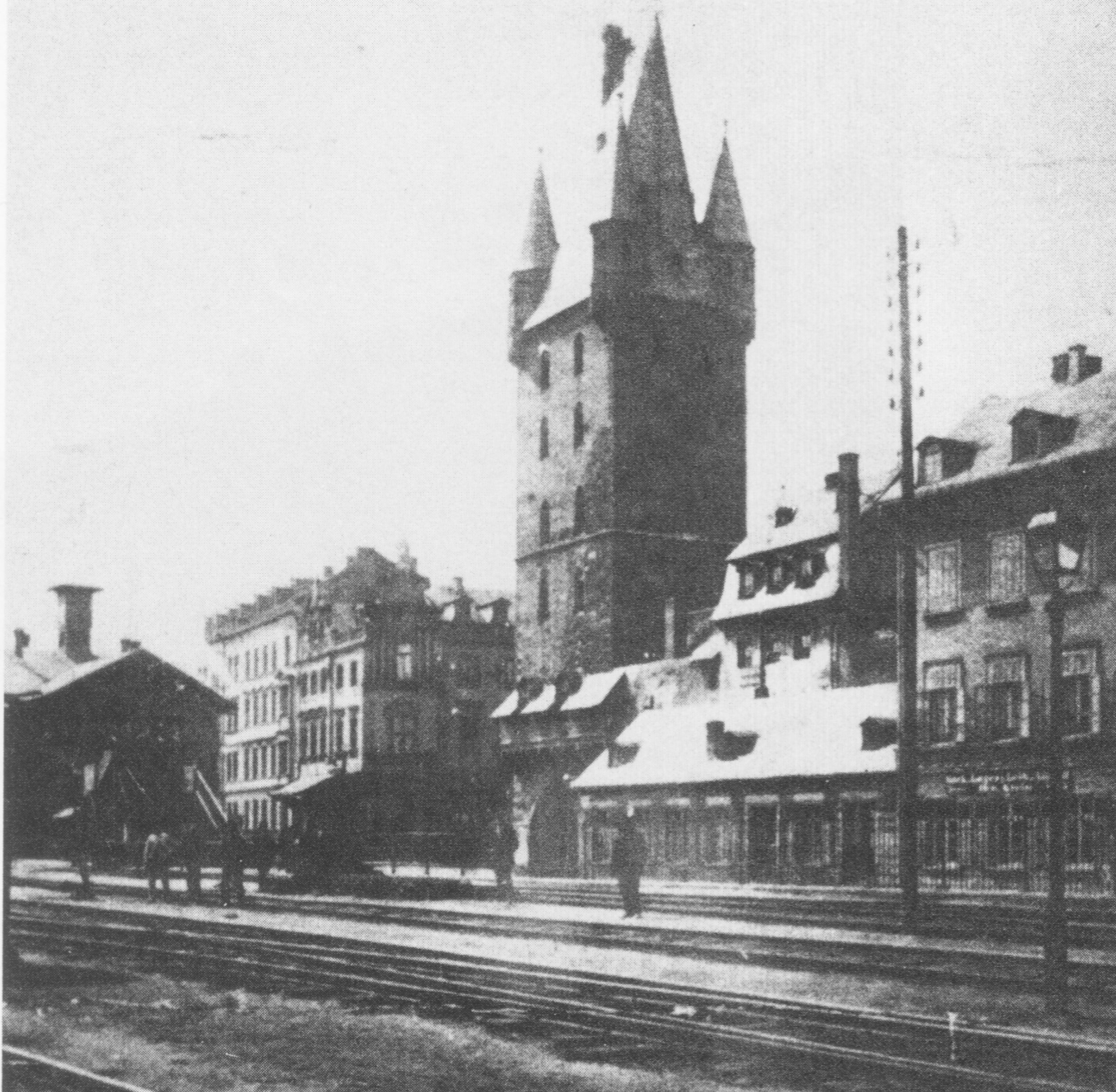
Der Holzturm vor 1880, im Vordergrund der damalige Zentralbahnhof

Holzturm um 1912

Der Holzturm diente als Teil der Stadtbefestigung und gleichzeitig als Tordurchgang durch die wiedererrichtete Stadtmauer. Vor den Toren am Rheinufer befand sich im Mittelalter der Holzstapelplatz des aus Süddeutschland angeflößten Holzes und damit der Holzmarkt. Dieser gab dem Turm und Tor seinen endgültigen Namen.
Wie andere Türme der Stadtbefestigung diente auch der Holzturm im Spätmittelalter und der Neuzeit als Gefängnis. So wurden 1793, nach der Einnahme des bis dahin französischen Mayence, so genannte Klubisten im Holzturm eingesperrt. Prominentester Gefangener war allerdings 1803 Johannes Bückler, genannt Schinderhannes, und seine gefangenen Bandenmitglieder. Diese mussten nach mehr als 15-monatiger Haft im Holzturm von dort aus den Gang zum Richtplatz auf dem ehemaligen Gelände des kurfürstlichen Lustschlosses Favorite antreten und wurden nach dem damals gültigen französischem Recht guillotiniert.
In der 2. Hälfte des 19. Jahrhunderts begannen am Rheinufer umfangreiche Baumaßnahmen, vor allem für neu geschaffene Hessische Ludwigsbahn. Durch umfangreiche Umstrukturierungen und Aufschüttungen im 19. und 20. Jahrhundert hob sich das Bodenniveau rund um den Holzturm an, so dass die ursprüngliche Toreinfahrt unterhalb des heutigen Straßenniveaus liegt. Den Zweiten Weltkrieg überstand der Holzturm weitgehend unbeschadet, allerdings wurde das Walmdach sowie die Bedachung der vier Ecktürmchen komplett zerstört. 1961 wurde diese samt dem gesamten Mauerwerk des Turms zur bevorstehenden 2000-Jahr-Feier der Stadt Mainz restauriert, 2016 waren weitere Maßnahmen nötig. Heute ist der Holzturm im Besitz der Stadt Mainz und nicht öffentlich zugänglich. Der Ortsverband Mainz des Deutschen Amateur Radio Clubs hat im obersten Dachgeschoss sein Domizil und betreibt dort eine Kurzwellen- und Ultrakurzwellen-Station.